# WISE 0410+1502
WISE 0410+1502，全称为WISEPA J041022.71+150248.5，是广域红外线巡天探测卫星（WISE）于2011年在金牛座发现的一颗Y0型棕矮星。它和WISE 1405+5534，WISE 1541-2250，WISE 1738+2732，WISE 1828+2650以及WISE 2056+1459一起被公布，这六颗恒星是人类发现的第一批的Y型棕矮星。
利用光度测量出WISE 0410+1502的距离为9.0秒差距（29.4光年），而利用光谱分光测量的距离为7.1 +1.6/-3.8秒差距（23.2 +5.2/-12.5光年）。它的表面温度大约为450 （400—500）K。